# Colemanův ledovec
Colemanův ledovec je jedním z ledovců hory Mount Baker na severu amerického státu Washington. Jméno nese po Edmundu Thomasi Colemanovi, který byl prvním horolezcem, který vyšplhal na vrcholek hory a při své cestě prošel i tímto ledovcem.